# グラフィックデザイン
グラフィックデザイン（英: graphic design）は、主として平面の上に表示される文字や画像、配色などを使用し、情報やメッセージを伝達する手段として制作されたデザインのこと。
ポスター、雑誌広告、新聞広告、映画・コンサート・演劇・展覧会などのフライヤー（チラシ）、商品のパッケージデザイン、ロゴタイプ（ロゴマーク）など、多岐にわたる。近年では、コンピュータ上で表示されるインタラクティブデザイン、モーショングラフィック、ウェブデザインの中においても、写真や文字のデザイン、配置や配色、アイコン設計などを含むことがある。メディアの多様化により、デザインの中で特に「平面的な媒体表現」を超えた、広義なとらえ方に変化してきている。情報伝達と美術の融合として、展覧会なども行われる。
グラフィックデザインには、建築士のような国家資格は存在しない。そのため、技術や知識、センスにもさまざまなレベルがある。もともとのアイデアを視覚的に表現するデザイナーもいれば、大量生産用の商品や印刷物のデザインを行うものまで、さまざまである。
個人でもポスター、フライヤー（チラシ）、ロゴタイプ（ロゴマーク）、ウェブサイトなどをきれいに作成、複製することができるようになり、コンピューター普及以前に比べ専門的な知識を伴わない経験からの作成など、印刷物を中心にその行為が広がりを見せてきている。
アメリカなどでは大学のテキストの多くのページがカラフルで美しくデザインされている。これもグラフィックデザインであり、高度論理デザイン図（DLD: Dynamic Logical Design）と呼ばれている。

## 日本の歴史
日本では1910年代の橋口五葉、和田三造、北野恒富、杉浦非水、片岡敏郎らの先駆的活動が見逃せない。 日本でグラフィック・デザインの本格的活動が開始されるのは第二次世界大戦後である。
1950年代以前の日本では、あまりモダニズムのデザインは取り入れられていなかった。亀倉雄策は1931年に東京に創設された新建築工芸学院の学生であった。37年から48年までの間、文化雑誌のアートディレクターとして活躍した亀倉は、戦後の復興期に日本デザイン界で頭角を現した。亀倉の船頭の元、日本のグラフィックデザイナーたちの誰もが持っていた、視覚伝達は手描きでなければならないという観念を払いのけた。そして、応用美術が純粋美術より下位だという考えは、日本のデザイナーの職業的地位の確立によって消え去った。その後、亀倉は日本宣伝美術会を設立、新しい分野に中心と専門性をもたらしたその指導力によって、のちに日本デザイン・センターを設立する。64年に行われた東京オリンピックで亀倉の制作したロゴとポスターが喝采を浴びることとなる。
その他、「グラフィック'55展」の日本人メンバーである、伊藤憲治、大橋正、河野鷹思、早川良雄、原弘、山城隆一らがこの分野に与えた影響は大きい。

## グラフィックデザインの利用

### ファッション
18世紀までは、ファッションを伝えるものは貴族などの肖像画だった。また、西欧にファッションプレートが登場するまでは、蝋人形が使用されていた。しかし、壊れやすくコストのかかる蝋人形の代わりにファッションプレートを生み出した。こうして、同じ時代に生きる人々に、グラフィックで情報を伝達していった。
1980年代は、ファッションにとってもグラフィックにとっても大きな変革が起こった時期であり、その発展が現在につながっているとされている。この時代は、急速に進んだデジタル化や技術革新によって今まで以上に自由な創作が可能になった。アナログ化では、困難とされていた複雑なデザインも多く見られるようになった。1980年代前にもメッセージを持ったファッションは存在していた。その多くの場合が、自らの主張や価値観を主張するためにグラフィックを用いており1980年代に継続されていった。グラフィックデザインは、ファッションを使って情報や主張を伝えるために使われていた。
さらに、現代のファッションにおけるグラフィックの活用域は、非常に広範囲である。ブランドロゴやTシャツのプリント、ジーンズごとのブランド広告、ショップバッグ、ホームページのデザインなど、すべてのグラフィックにそれぞれのブランド精神が反映されている。中でも、流行の出発点である、コレクション発表のためのインヴィテーションカードは、表現されるグラフィックとそれを活かす特殊な印刷・加工によって、もっともクリエイティブな存在であるといえる。

### まちづくり
グラフィックデザインは、印刷媒体による視覚表現で、印刷技術により生産される広告や新聞、ポスターのデザインを指す。

#### 路線図

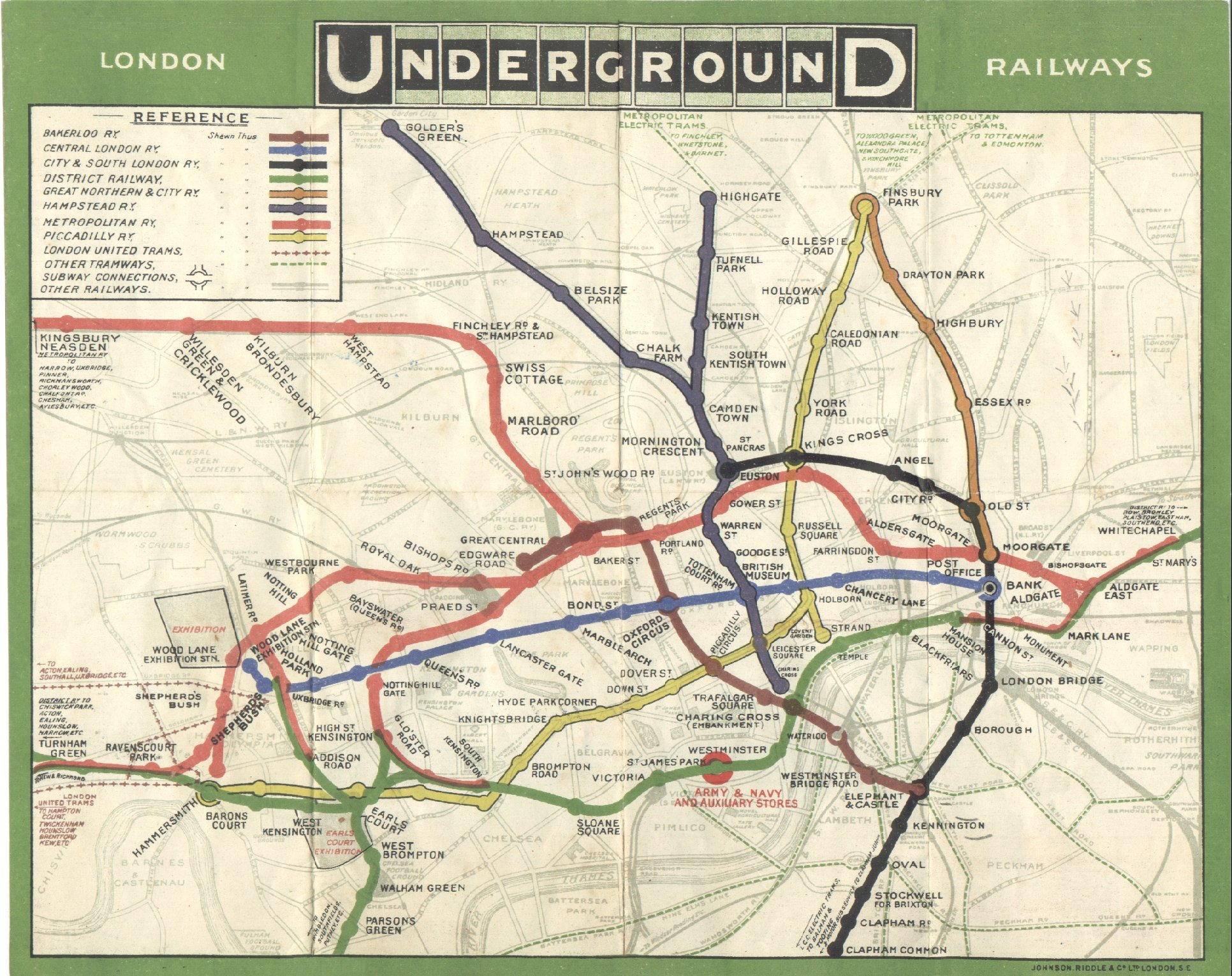
1908年ロンドンの地下鉄路線図

20世紀初頭、ロンドン地下鉄で「アンダーグラウンド」という路線図が発行された。「アンダーグラウンド」は、地図に路線ごとに色づけして描かれていたため、地図に書かれた道や建物が書かれており、情報が多く整理されていない。また、目的地までのアクセス、乗り継ぎの情報などが分かりにくいという欠点があった。
それに対し、ロンドン地下鉄の従業員のハリー・ベックは、通勤通学の経路を図式化し、これを用いて、1933年、ロンドン地下鉄の路線網の位相図を完成させた。地理的な距離を無視する代わりに、路線を直線、駅を正方形、乗り継ぎ駅をひし形で表し、幾何学的な構造で描かれた。ハリー・ベックの路線図は、シンプルなデザインで見やすく、情報が整理されていることから、発行後、すぐに地下鉄利用者に気に入られ、現代の日本の路線図も同じ表現で描かれている。

#### 映像/建築

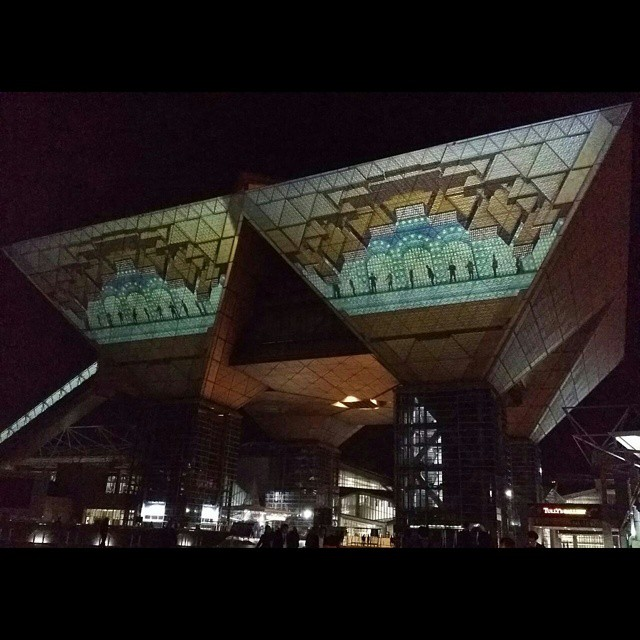
東京ビッグサイトにて

プロジェクションマッピング

プロジェクションマッピングは、映像を建物など凹凸のあるものにプロジェクターを用いて、投影する手法。音楽やレーザー光線などと組み合わせて演出されるものが多い。
2008年に開催された北京五輪の開会式でプロジェクションマッピングが用いられたことから、日本でも注目を集め、現在、イベントや政策に用いられている。ここで、代表的なものを紹介する。
東京駅 丸の内駅舎保存・復原工事完成記念プロジェクションマッピング 「TOKYO STATION VISION」
2012年9月22日、23日に東京駅丸の内駅舎保存・復原工事の完成を祝うイベントで、当時の姿に生まれ変わった駅舎をスクリーンとし、「時空を超えた旅」をテーマに東京駅や鉄道などの歴史を表現された映像が投影された。
創成川公園南側 「SYNCHRO FIELD（シンクロフィールド）」
2012年8月31日、9月1日に創成川公園南側（札幌市）で3Dプロジェクションマッピング 「SYNCHROFIELD」が行われた。2006年から「創造性」をテーマに、自然資源やアートなどを利用したまちづくり政策「創造とし さっぽろ」の取り組みの一環として行われたイベント。公園内の川の水面をスクリーンとし、「生命の誕生」をテーマに作られた映像が投影された。
大歴史絵巻 プロジェクションマッピング
2015年12月19日、20日に住道駅前デッキ（大阪・大東市）で、歴史的資源を活用したまちづくり事業の一環として、大東市の歴史を題材に描かれた映像が投影された。プロジェクションマッピングの手法を利用し、大東市の歴史や魅力を広く発信し、地元の方々に市への愛着や誇りを高めると同時に、住道駅のさらなる繁栄・にぎわい、人々の交流を目的として行われた。

### 科学
研究を発展させるため、プレゼンテーションや論文へ付加価値をつけるグラフィックデザインの力は欠かせない。どんなに立派な研究内容であっても図解が拙劣であるとマイナス要素になってしまう。そのため一般人が自分の目で確認することが難しいものを視覚化し、理解の助けとなるのがグラフィックデザインの力である。しかし、研究者自身がビジュアルを作成するのは難しいため、デザインを学んできたものが研究内容を理解したうえで図解や研究結果の総合的なイメージを描く。化学研究と人々をつなげ、研究に付加価値を与えるグラフィックデザインは重要だが、科学分野におけるグラフィックデザイナーの活躍の場はまだ少ない。
（例：ブラックホール、タンパク質）

### その他

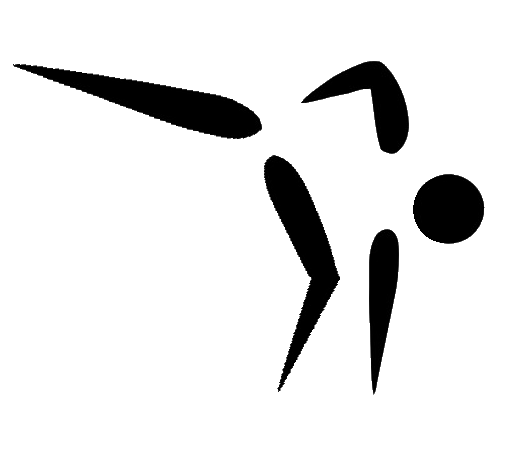
躰道のピクトグラム

グラフィックデザインは幅広いため、その中から少し紹介する。
バーコード
バーコード（ユニバーサル・プロダクト・コード）は、機械エンジニアであったジョゼフ・ウッドランドが1952年に開発した線型スキームである。スキャナーでの読み取りやすさ、製品への押印しやすさなどの機能面を重視して作られた。
ボディペインティング
ボディペインティングは、タトゥーなど、身体に書かれた、刻印されたものを指す。
1960年代以降ではイラストやメッセージを伝える手段として、ボディペインティングは、広告芸術やデザインの分野で頻繁に用いられていた。
ピクトグラム

ピクトグラムのはじまりは、交通と技術革新による発展が世界規模で進行し、コミュニケーションへのまったく新しい特殊な要求が生まれてきたことに起因し、その例としてオリンピックが挙げられる。 オリンピックにおいてピクトグラムが表れたのは、1936年のベルリン夏季オリンピックが最初であった。しかし、今日のピクトグラムに大いなる刺激を与えることになったのが、1964年の東京オリンピックの際に誕生したものである。 国際交流に際し、言語の壁を克服するため、ピクトグラムが初めて有効に使われ、その後の国際イベントの先駆けとなった。そこで世界各地から来日する選手団や報道関係者、そして観客席をいかにスムーズに誘導するかが重要な課題であり、言葉の壁を超えるコミュニケーションツールとしてピクトグラムを全面的に採用することになった。競技種目と施設名あわせて60点のピクトグラムを不特定多数の人々に提示し、視覚コミュニケーション・メディアとした勝見勝のデザインディレクションは、ピクトグラムの効果を新たに世界に示したものとして、高く評価されている。

## グラフィックデザイン教育
効果的なグラフィックデザインを行うには、基礎的な知識や表現技法を学ぶ必要がある。ここでは、一般的なものを紹介する。

### 基礎知識
レタリング
レタリングとは、視覚的効果を考えて文字をデザインすること、また、そのような文字を書くことを指す。新聞や雑誌などの印刷物で使われる文字（活字）は、誰もが読めるよう特長を少なくしており、機械的な冷たさがある。その一方、手紙やサインといった筆記文字は、個人の性格や癖によって特長があり、あたたかみを感じさせる。レタリングでの文字は、形や大きさ、字配りが自由で、特長のあるフォルムのものである。特長のあるフォルムには、主題を方向づける、見る人の感情に訴えかける効果がある。レタリングは、ポスター、新聞広告などの印刷物やテレビ、映画などのタイトル文字、会社名・商品名などのロゴタイプなど、幅広い範囲で用いられる。
レタリングにおける文字の大きさ/字ならび
文字は縦に長い、丸みを帯びている、三角の形をしているなど独自の形をしており、形や寸法などが違う。字の画数や画線の長さ、文字のまわりの空間（カウンター）の違いによって大きさや形が異なるため、同じ大きさの枠内で書いたり、等間隔で書いたりすると、不自然に見える。レタリングでは、文字の大きさの修正、文字の間隔の調整が必要である。左右に似た形の文字が並ぶ場合は字間が狭く感じられ、左右に異なった形の文字が並ぶ場合は字間が広く感じられる。字間に極端な差が出ないよう、調整することが必要である。

### 表現技法
グラデーションぼかし技法
グラデーションぼかし技法とは、色の濃淡の変化によって表現する技法である。
グラデーションぼかし技法は、人間の呼吸の振幅と似ており、見る人の感覚に直接訴えかける効果があり、また、具象、抽象、形式を問わず用いられ、リズミカルな空間効果をもたらす。
グラデーションぼかし技法の具体的な表現方法
1. 紙を水で濡らし、上から絵の具を垂らす
2. 金網とブラシを用いた表現技法
3. エアスプレーを用いた吹きつけ方法
4. 穂先を切った筆で点描のように、たたき書く方法
5. 画面を一定に分割して色の濃淡を筆で塗る方法

ストリッピング/シェイビングけずり技法
壁や土塀の傷あと、穴のあいた道路などに見られる材質感を意識的に視覚化しようとする方法。素材を削ったり、ひっかくことで凹面を作る。
素材として用いられるものは、単一で使う場合、ダンボールやベニヤなどの厚紙や板で、素材をいくつか組み合わせる場合は紙・布などを接着したものや色紙を何枚か重ねたものである。
素材を紙やすりや釘、ナイフ、または、ドリルを用いて、ひっかく、削る、切り取るなど、さまざまな方法で荒れた凹面、断面の肌面を作る。
重ね貼りした色紙をひっかき削ると、カラフルな断面ができ、光沢のある美しい感じに仕上がる。ダンボールの表面を激しくむしりとると、紙の中の材質をダイレクトに表現することができる。この破壊的な行為によって作られる表現は、見る人の心理的内面に直接訴えかける効果がある。
ストリッピング/シェイビングけずり技法の注意点として、むやみにひっかく、削るだけでは、素材内部の色彩、構造によっては逆に汚くなる。
削るなどの行為によって、現れる素材内部の断面の効果を十分に活かせるような工夫が大切である。
ドリッピング したたり技法
絵の具のしたたり、雫、流れなどを活かした技法。一般的に絵の具を垂らして描く。しかし、ロウを溶かし、黒い紙や金属面に垂らすこともある。材料や方法によって大きく異なる。
1. 画用紙の上に水でゆるめた絵の具をおき、それに息を吹きかけて、飛び散らせる方法
2. 傾斜を利用して、流れる形で描く方法
3. 画面の上から絵の具を落とす方法

## 世界グラフィックデザイン会議名古屋
2003年10月8日から11日まで名古屋国際会議場にてIcograda（国際グラフィックデザイン団体協議会）の第20回総会にあわせ、JAGDAによる企画構成で開催。日本のデザイン史上において、1960年の「世界デザイン会議」以来の規模で実施された。テーマは「情報の美」。世界49か国から3,800人が参加。世界グラフィックデザインフェア2003には12万463人が来場した。

### 開催趣旨
混沌をきわめる情報環境の中でコミュニケーションの品質とは何か、人々にとって快適な情報の姿とは何か、現代の切実なテーマをめぐって世界の叡知に触れ、ともに語り合い、参加者が各々考える機会を作り出す。21世紀の生活にグラフィックデザインがどう貢献できるか、その理想的な姿を会議で描き出し成果を共有すること。

### テーマ「情報の美」
「情報」を「製品」ととらえ、求められる「品質」はスムーズでストレスのない理解をもたらす「情報」のことである。グラフィックデザイナーの「品質」を高めるための役割を確認し、方法を探っていく。「情報の美」に向かう道筋として「分かりやすさ」「独創性」「笑い」の3つのルートを設定している。これにより、旺盛な思索の発生を促し、新鮮なイメージの喚起力につながっていく。「わかりやすさ」とは、情報の質の基本である。「わかる」を実現 させるプロセスの構築はまた、コミュニ ケーションの基本にある。「独創性」とは、オリジナリティのある表現が「情報」に付与されていることで、人の興味を集め、感動させ、その情報を尊重することにつながっていく。「笑い」とは、きわめて精度の高い「理解」が成立している状態を示している。この3つのルートだけが「情報の美」への道筋ではなく、答えでも3要素でもない。あくまでも架空のアクセス、ルートである。デザイン分野を超えてできるだけ多くの方角からテーマへの視点を集めるために設定された。

### 会議の内容
基調講演
最初のセッションはパネルディスカッション「情報の微とは何か」で会議のテーマおよび全体の構成を概説したあと、4人のパネリスト一人一人が問いを発し合い意見を交差させた。このディスカッションから示唆されたことはこの会議のテーマとなっている「情報の美」が様式に重きを置く、美しければよいと考えるデザイナーに警鐘を鳴らし、もっと多くの角度から物事を考え内容を整理し本質をとらえやすい姿や形として還流する美が存在することであった。
分科会
6つのサブテーマを切り口に、それぞれのスピーカーは、さまざまな方法で意見を発し参加者の目の前でそれを交差させ、ダイレクトに伝えた。「グローバリゼーション時代に意味あるデザインを問う」「見方の転換を図る」「生命とデザイン」 「創造行為と知的財産戦略」「物質・非物質・ノンヒエラルキー」など、スピーカーたちもさまざまなら、題目も多義にわたっており、一つのテーマをあらゆる角度から模索できるものであった。